# Stritar
Stritar je priimek več znanih Slovencev:
- Albin Stritar (1886—1962), glasbenik in prosvetni delavec
- Albin Stritar (1925—1988), agronom, pedolog, univ. profesor
- Albin (Bine) Stritar, plastični in rekonstruktivni kirurg
- Andrej Stritar (*1953), elektrotehnik, strokovnjak za jedrsko varnost
- Bogdana Stritar (1911—1992), altistka, operna in koncertna pevka
- Bojan Stritar, atlet
- Janez Stritar (1818—1882), duhovnik in verski pisec
- Josip Stritar (1836—1923), književnik, esejist, kritik in prevajalec
- Josip Stritar (1870—1953), šolnik
- Mojca Stritar Kučuk, jezikoslovka slovenistka
- Nada Stritar (por. Nada Vidmar), altistka, operna pevka
- Rok Stritar, ekonomist, strokovnjak za podjetništvo
- Zdenka Stritar (por. Zdenka Bajec), pevka
- Zora Konjajev (1921—2020), rojena Stritar, zdravnica neonatolognja, pevka ...